# Фрэнкс, Рейнбоу Сан
Ре́йнбоу Сан Фрэнкс (англ. Rainbow Sun Francks, род. 3 декабря 1979, Торонто, Онтарио, Канада) — канадский актёр и композитор.

## Ранняя жизнь
Рейнбоу родился в Торонто в семье актёра и музыканта Дона Фрэнкса и танцовщицы Лили Фрэнкс, члена равнинного народа Кри, индейцев Канады. Он также является братом актрисы и музыканта Кри Саммерс. Есть также сводные брат и сестра от первого брака отца. Рейнбоу продюсирует хип-хоп группу известную как The Oddities. С октября 2001 года становится виджеем канадского канала MuchMusic.

## Карьера
Рейнбоу Сан Фрэнкс дебютировал в возрасте 4 лет в детском сериале «Улица Сезам» в 1983 году. Наиболее известен по роли лейтенанта Эйдена Форда в сериале «Звёздные врата: Атлантида» В 2011 году получил роль капрала Кларка в сериале «Читающий мысли».

## Фильмография
| Год     | Название на русском           | Название на английском                                           | Роль                 | Примечания      |
| ------- | ----------------------------- | ---------------------------------------------------------------- | -------------------- | --------------- |
| 1995    | Чёрный Лис: Цена мира         | Black Fox: The Price of Peace                                    | Фрэнк Джонсон        | Телефильм       |
| 1995    | Люди хорошие и плохие         | Black Fox: Good Men and Bad                                      | Фрэнк Джонсон        | Телефильм       |
| 1997    | Планета Джуниора Брауна       | The Planet of Junior Brown                                       | Бадди Кларк          |                 |
| 1999    | Джонни                        | Johnny                                                           | Гас                  | Сопродюсер      |
| 1999    | Одно сердце, разбитое песней  | One Heart Broken Into Song                                       | Хэнк Джонсон         |                 |
| 2000    | Крах любви                    | Love Come Down                                                   | Джулиан              |                 |
| 2000    | Песня любви                   | Black Fox: Good Men and Bad                                      | Калвин Дюма          | Телефильм       |
| 2001    | Дважды в жизни                | Twice in a Lifetime                                              | Джимми               | Сериал          |
| 2004    | Звёздные врата: Атлантида     | Stargate Atlantis                                                | лейтенант Эйден Форд | 25 эпизодов     |
| 2006    |                               | Behind the Camera: The Unauthorized Story of 'Diff'rent Strokes' | Дион Миаль           | Телефильм       |
| 2007    |                               | This Space for Rent                                              | Барнаби Шарп         | Сериал          |
| 2007    | Чужие против Хищника: Реквием | Aliens vs. Predator: Requiem                                     | Эрл                  |                 |
| 2010    | Мост                          | The Bridge                                                       | Дэниелс              | Сериал          |
| 2011    | Зов крови                     | Lost Girl                                                        | Дэниелс              | Сериал          |
| 2011–14 | Читающий мысли                | The Listener                                                     | Дев Кларк            | 52 эпизода      |
| 2012    | 100 музыкантов                | 100 Musicians                                                    | Сидней               | Короткометражка |
| 2013    |                               | Played                                                           | Орландо              | Сериал          |
| 2014    | Против природы                | Against the Wild                                                 | Чарли Фостер         |                 |